# Actinodaphne obscurinervia
Actinodaphne obscurinervia Y.C.Yang & P.H.Huang – gatunek rośliny z rodziny wawrzynowatych (Lauraceae Juss.). Występuje naturalnie w południowych Chinach – we wschodniej części Syczuanu. 

## Morfologia
PokrójZimozielony krzew dorastający do 3 m wysokości. Gałęzie są nagie.
LiściePrawie okółkowe, zebrane po 3–5 przy końcu gałęzi. Mają lancetowaty kształt. Mierzą 6,5–9 cm długości oraz 1,5–2,5 cm szerokości. Od spodu są mniej lub bardziej owłosione i mają szarawą barwę. Nasada liścia jest zaokrąglona. Blaszka liściowa jest o spiczastym wierzchołku. Ogonek liściowy jest owłosiony, ma brązową barwę i dorasta do 5 mm długości.
KwiatySą niepozorne, rozdzielnopłciowe, zebrane w baldachy, rozwijają się w kątach pędów.
OwoceMają prawie kulisty kształt, osiągają 10–12 mm średnicy, są nagie, osadzone w dużych miseczkach.

## Biologia i ekologia
Jest rośliną dwupienną. Rośnie w wiecznie zielonych lasach. Występuje na wysokości od 1000 do 1200 m n.p.m. Owoce dojrzewają od czerwca do lipca.